# USS 레이크 섐플레인 (CG-57)
USS 레이크 챔플레인 (CG-57)은 미국 해군의 타이콘데로가급 이지스 순양함이다.

## 역사
챔플레인호 전투(Battle of Lake Champlain)의 명예를 기려 순양함 이름을 지었다. 레이크 챔플레인 이름을 사용하는 3번째 군함이다.
1986년 3월 3일 기공식을 가졌다.
2017년 3월, 한미연합훈련인 독수리 훈련에 참가차 USS 칼 빈슨 (CVN-70) 항모전단이 한국을 방문했다. 이지스 구축함인 USS 마이클 머피 (DDG-112)호와 웨인메이어호, 미사일 순양함 USS 레이크 챔플레인 (CG-57)호 등이 칼빈슨호를 호위한다.
2017년 5월 9일, USS 레이크 챔플레인이 한반도 해역에서 어선과 충돌하는 사고가 발생했다. 항공모함인 USS 칼 빈슨 (CVN-70)호와 전단을 이뤄 운항하던 USS 레이크 챔플레인은 어선과의 충돌로 인명피해는 없었다. 9일 정오께 울릉도 남방 56마일 해성에서 훈련 중이던 미국 순양함 레이크 챔플레인과 우리 어선 502남양호가 충돌하는 사고가 있었다.
2017년 10월 말 서부 캘리포니아주 남부 해상에서 F-35C의 주야간 이착륙훈련을 성공적으로 수행, 적 방공망 내에서도 장거리 정밀 타격 능력을 입증했다. 이착륙훈련 직후 다시 3주간의 유지훈련(SUSTEX)을 했다. USS 칼 빈슨 (CVN-70)이 이끄는 항모전단은 또 이지스 유도미사일 구축함 '웨인 E 마이어'와 USS 마이클 머피 (DDG-112), 유도미사일 순양함 '레이크 챔플레인'등 전투함과 제2 항모항공단 소속 9개 비행전대 등으로 구성돼 막강한 전력을 자랑한다.
2018년 1월 6일, 미국 제3함대의 항공모함 칼 빈슨이 모항인 샌디에이고를 출항했다. 2018년 2월 9일부터 2월 25일까지 열리는 한국의 평창 올림픽의 안전 유지를 위해 미국 제7함대에 배속된다. 칼 빈슨의 경우 승조 병력만 6,000명 이상에 전투기, 전자전기, 초계기 등 70대 이상의 항공기로 구성된 항모 전투비행단이 배속되어 있다. 이지스 순양함 레이크 챔플레인 함, 이지스 구축함 웨인 메이어와 USS 마이클 머피 (DDG-112)함이 호위하며 항모강습단을 구성한다. 수중에서는 핵 잠수함이 뒤따른다. 현재 일본 요코스카 해군기지의 미국 제7함대에는 USS 로널드 레이건 (CVN-76) 항모강습단이 있는데, 항모 2척이 배치될 것이다.
2018년 3월 5일, 43년 만에 미국 항모가 베트남을 방문했다. 알레이버크급 이지스 구축함 웨인 마이어호와 순양함 레이크 챔플레인호를 비롯해 함정 5척으로 구성된 칼빈슨 항공모함 전단의 다낭 기항은 미국과 베트남의 긴밀한 군사협력 관계를 상징한다.